# Kapan
Kapan (arm. Կապան) – miasto w południowej Armenii, nad rzeką Wochczi. Stolica prowincji Sjunik. Według danych szacunkowych na rok 2022 liczy 41 500 mieszkańców.

## Historia
Historia miejscowości sięga V wieku. W średniowieczu Kapan był stolicą ormiańskiego Królestwa Sjuniku, protektoratu Armenii Bagratydów. W XII-XV w. najeżdżany m.in. przez Seldżuków i Mongołów. Od 1722 Kapan i okolice były miejscem ormiańskich walk wyzwoleńczych przeciw panowaniu Persji Safawidów oraz próbom ekspansji tureckiej. Walkami dowodzili Dawit Bek i Mchitar Sparapet. U schyłku XVIII w. miejscowość znalazła się w strefie wpływów Persji Kadżarów, by po wojnie rosyjsko-perskiej przejść we władanie Rosji. Od 1850 osiedlali się tu Grecy, którzy w 1865 wznieśli cerkiew grecką. Po odzyskaniu niepodległości w 1918 część Armenii, a następnie w okresie obrony przed Sowietami w 1921 część Republiki Górskiej Armenii.

## Zabytki i pomniki
- Średniowieczny most (871)
- Cerkiew grecka pw. św. Katarzyny (1865)[3]
- Pomnik Dawita Beka, dowódcy ormiańskiej obrony w bitwie o Halidzor(inne języki) w 1727 (1983)
- Pomnik ludobójstwa Ormian (1988)
- Pomnik Garegina Nyżdeha (2001)
- Cmentarz wojenny z czasów wojny o Górski Karabach

W najbliższej okolicy miasta znajdują się znaczące zabytki: ormiańskie klasztory Tatew z IX w. i Wahanawank z X–XI w. oraz twierdza Halidzor z XVII w. – miejsce zwycięskiej bitwy Ormian przeciw Turkom w 1727 r.

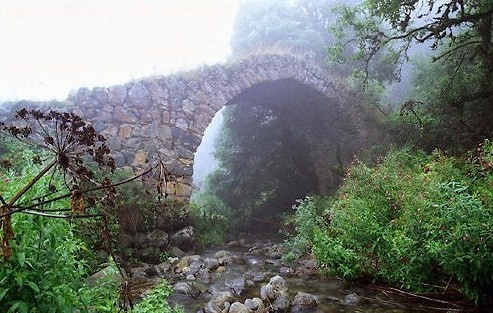
Średniowieczny most
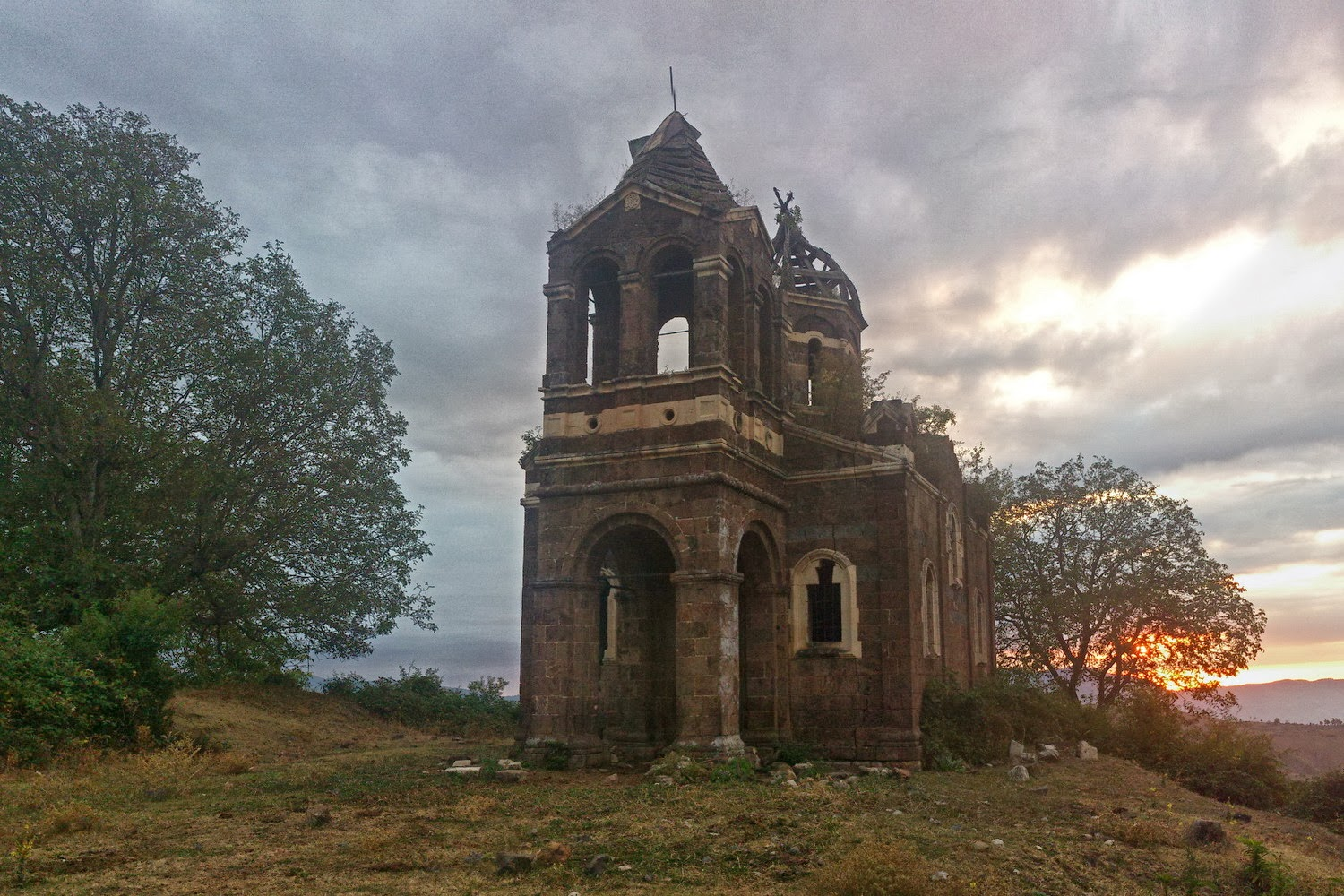
Cerkiew grecka pw. św. Katarzyny
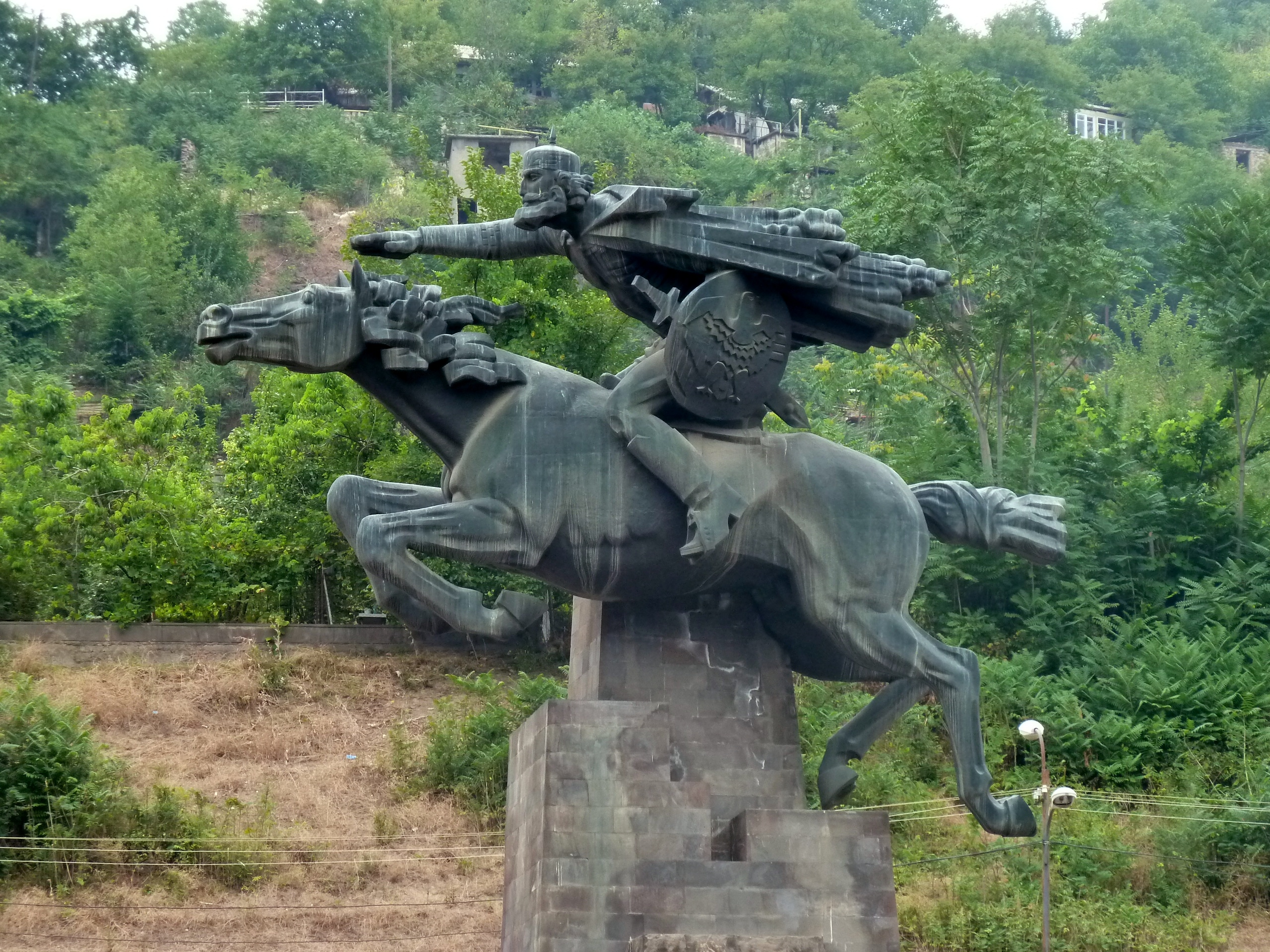
Pomnik Dawita Beka
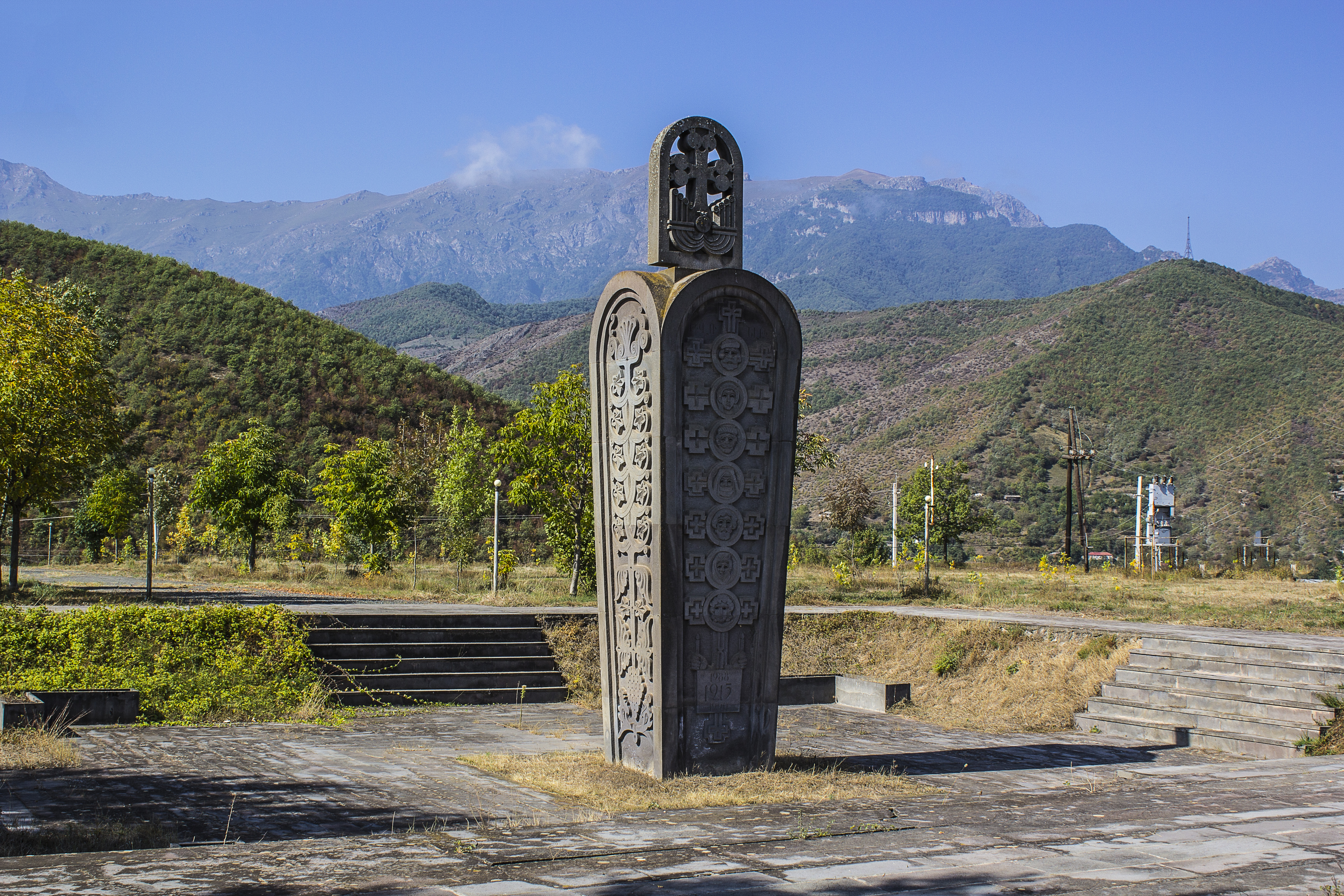
Pomnik ludobójstwa Ormian
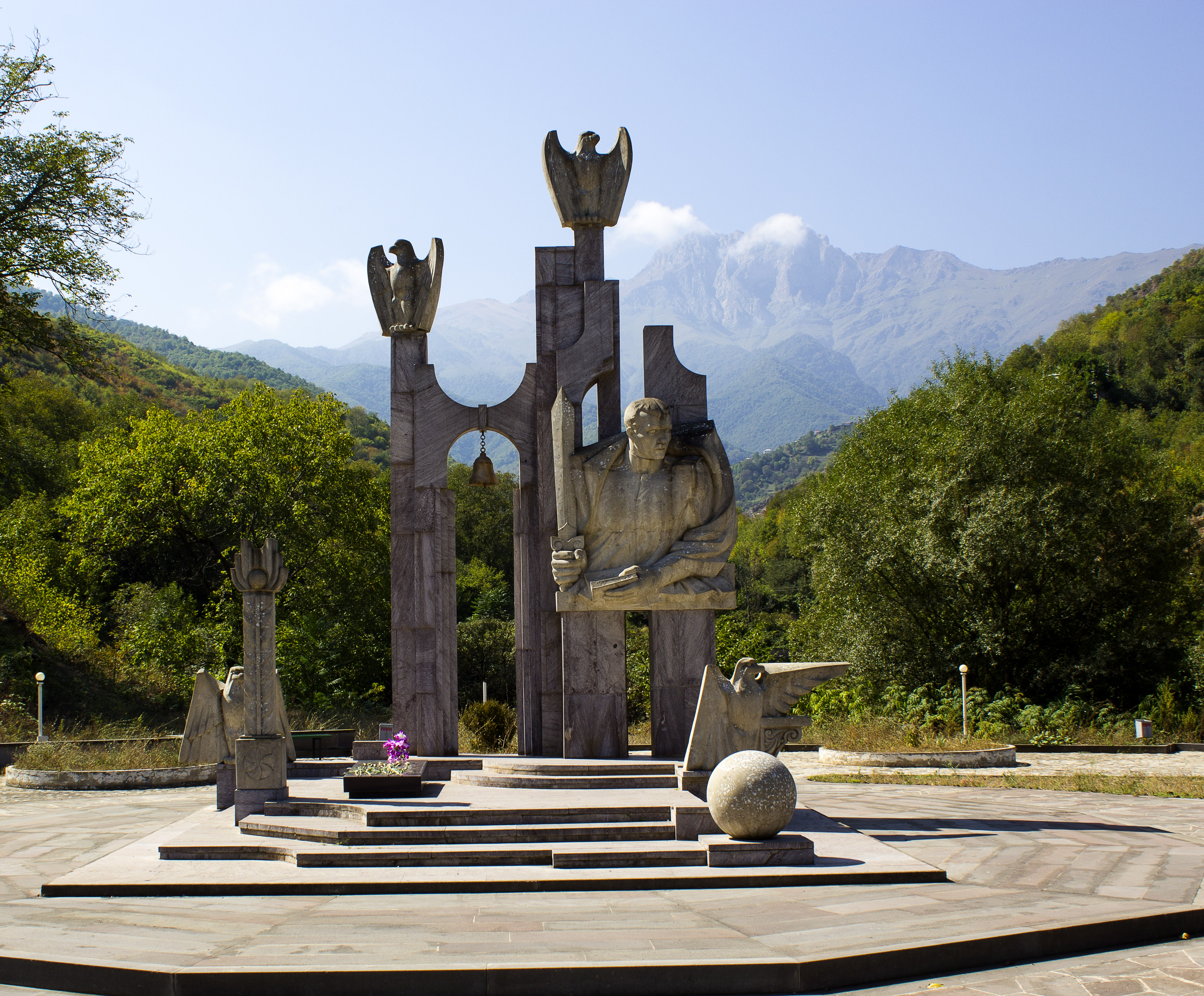
Pomnik Garegina Nyżdeha

## Sport
W mieście ma siedzibę klub piłkarski Gandzasar Kapan, wicemistrz Armenii z 2017 i zdobywca Pucharu Armenii z 2018 r. Mecze w roli gospodarza rozgrywa na Stadionie Gandzasar.

## Urodzeni w Kapanie
- Arcwik – piosenkarka
- Dawit Hambarcumian – skoczek do wody, medalista olimpijski

## Miasta partnerskie
- Glendale, Stany Zjednoczone
- Borysów, Białoruś